# Jay Asher
Pour les articles homonymes, voir Asher (homonymie).
Œuvres principales
Treize raisons (2007)
Jay Asher, né le 30 septembre 1975 à Arcadia (Californie), est un romancier américain.

## Biographie
Asher commença des études à l'université d'État polytechnique de Californie qu'il abandonna pour se consacrer pleinement à l'écriture.
Il a publié son premier roman Thirteen reasons why en 2007, traduit en français chez Albin Michel en 2010 et adapté à la télévision en 2017 sous le titre 13 Reasons Why. Le roman raconte l'histoire d'Hannah Baker, une adolescente américaine qui explique posthumément dans sept minicassettes les raisons de son suicide. Le livre s'est vendu à plus de 2,5 millions d'exemplaires aux États-Unis, recevant un accueil critique favorable,,. L'éditeur français l'a réédité à l'occasion de la sortie de la série télévisée.
Sont ensuite parus en 2011 The Future of Us écrit avec Carolyn Mackler et What Light (traduit en français aux Editions Michel Lafon) en octobre 2017.

## Scandale
Le mouvement #MeToo éclabousse Jay Asher en 2017 : l'auteur est accusé de harcèlement sexuel à la suite d'une enquête parue le 3 janvier 2018 dans le School Library Journal. Si plusieurs auteurs et écrivains sont clairement cités, l'identité de Jay Asher ne figure pas dans la liste. Mais l'auteur a été dénoncé par des commentaires anonymes. Conséquences de ce scandale, l'écrivain a été renvoyé de la Society of Children's Book Writers and Illustrators (SCBWI) en 2017. Il a été chassé de son agence littéraire, la Andrea Brown Literary Agency, et banni d'une conférence à Oakland en Californie, à laquelle il devait assister en mai 2018. Netflix a également communiqué pour dire qu'il ne participerait pas à la deuxième saison de la série télévisée adaptée de son roman 13 Reasons Why. Jay Asher nie toutes les accusations, proclamant dans une tribune d'un journal californien que cette histoire de harcèlement est fausse et qu'il n'est d'ailleurs jamais nommé dans les enquêtes publiées sur le sujet. Thomas Vincy commente : « L'ironie est dans le sujet même de son best-seller 13 Reasons Why. Le roman jeunesse raconte l'histoire d'une jeune fille qui se suicide. Elle laisse 13 cassettes pour expliquer son geste et designer les personnes responsables de sa dépression, notamment à cause de harcèlement sexuel. ».

## Œuvres
- Jay Asher (trad. de l'anglais par Nathalie Peronny), Treize raisons [« Thirteen reasons why »], Paris, Albin Michel, coll. « Wiz », 2010 (réimpr. 2017), 285 p. (ISBN 978-2-226-19553-1)
- Jay Asher et Carolyn Mackler, The Future of Us, New York, Razorbill, 2011, 356 p. (ISBN 978-1-59514-491-1)
- Jay Asher, What Light, Londres, Macmillan, 2016, 248 p. (ISBN 978-1-5098-4076-2)